# Howey-in-the-Hills
Howey-in-the-Hills è un comune degli Stati Uniti d'America, situato nello Stato della Florida, nella contea di Lake.